# Diciembre 2001
Diciembre 2001 es una miniserie de televisión por internet de suspenso y drama político argentina, original de Star+. La trama relata los acontecimientos sucedidos en Argentina durante la crisis de diciembre del 2001. Está protagonizada por Luis Luque, Diego Cremonesi, Nicolás Furtado, Jean Pierre Noher, Luis Machín, César Troncoso, Fernán Mirás, Jorge Suárez, Manuel Callau, Cecilia Rossetto, Manuel Vicente, Alejandra Flechner, Vando Villamil, Ludovico Di Santo, Malena Solda y Sergio Prina. La serie se estrenó el 7 de junio de 2023.

## Sinopsis
La serie sigue a Javier Cach (Diego Cremonesi), un militante político que se desempeña como asesor de la Jefatura de Gabinete durante el gobierno de la Alianza, período en el cual el país debió enfrentar las consecuencias de una de las peores crisis económicas, políticas y sociales de su historia, lo cual produjo la renuncia de un presidente de manera anticipada, en el medio de un estado de sitio con decenas de argentinos fallecidos, la excepcionalidad histórica de la asunción de cinco presidentes en una semana, y la limitación al acceso a los ahorros antes de la caída de la Alianza, y los cacerolazos en distintos puntos del país.

## Elenco
- Luis Luque como Chrystian Colombo
- Diego Cremonesi como Javier Cach
- Nicolás Furtado como Franco Musciari
- Jean Pierre Noher como Fernando de la Rúa
- Luis Machín como Domingo Cavallo
- César Troncoso  como Eduardo Duhalde
- Fernán Mirás como Carlos "Chacho" Álvarez
- Jorge Suárez como Adolfo Rodríguez Saá
- Manuel Callau como Raúl Alfonsín
- Cecilia Rossetto como Inés Bruno
- Manuel Vicente como Ramón Puerta
- Alejandra Flechner como Hilda "Chiche" Duhalde
- Vando Villamil como Carlos Ruckauf
- Ludovico Di Santo como Antonio de la Rúa
- Malena Solda como Silvana
- Sergio Prina como Héctor "El Toba" García
- Abián Vainstein como Diego Guelar
- Daniel Alvaredo como Ricardo López Murphy
- Gabriel Almirón como Luis D'Elia

## Episodios
| N.º | Título                        | Dirigido por   | Escrito por  | Fecha de lanzamiento original |
| --- | ----------------------------- | -------------- | ------------ | ----------------------------- |
| 1   | «El principio del fin»        | Benjamín Ávila | Mario Segade | 7 de junio de 2023            |
| 2   | «La plata no llega»           | Benjamín Ávila | Mario Segade | 7 de junio de 2023            |
| 3   | «Más vale malo conocido»      | Benjamín Ávila | Mario Segade | 7 de junio de 2023            |
| 4   | «Diciembre 2001»              | Benjamín Ávila | Mario Segade | 7 de junio de 2023            |
| 5   | «El fin y el principio»       | Benjamín Ávila | Mario Segade | 7 de junio de 2023            |
| 6   | «¿Todos unidos triunfaremos?» | Benjamín Ávila | Mario Segade | 7 de junio de 2023            |

## Desarrollo

### Producción
En junio de 2021, se informó que la productora Kapow desarrollaría una serie basada en el libro El palacio y la calle de Miguel Bonasso, donde contarían una ficción sobre la crisis política y económica que atravesó la República Argentina en diciembre del 2001. Ese mismo mes, se anunció que Mario Segade sería el responsable de adaptar el libro a los guiones y que la serie sería estrenada por la plataforma de streaming de Star+ en 2022, aunque luego esta fecha fue retrasada hasta el 2023. En julio de ese año, se comunicó que Benjamín Ávila sería el encargado de dirigir los episodios de la serie.

### Rodaje
La serie inició sus filmaciones en julio de 2021 en el Palacio Sans Souci, ubicado en Buenos Aires. Las grabaciones también tuvieron lugar en la Casa Rosada y el Congreso de la Nación Argentina.

### Casting
El 14 de junio de 2021, se anunció que Nicolás Furtado, Luis Luque, Jorge Suárez, Luis Machín y Cecilia Rossetto se habían unido al elenco principal de la serie. Poco después, se comunicó que Ludovico Di Santo, Diego Cremonesi, Jean Pierre Noher, Alejandra Flechner, Manuel Callau, Manuel Vicente, Vando Villamil y César Troncoso también formarían parte del elenco.

## Premios y nominaciones
| Lista de premios y nominaciones | Lista de premios y nominaciones | Lista de premios y nominaciones          | Lista de premios y nominaciones | Lista de premios y nominaciones | Lista de premios y nominaciones |
| Año                             | Organización                    | Categoría                                | Nominado/a(s)                   | Resultado                       | Ref(s)                          |
| ------------------------------- | ------------------------------- | ---------------------------------------- | ------------------------------- | ------------------------------- | ------------------------------- |
| 2023                            | Produ Awards                    | Mejor serie adaptación                   | Diciembre 2001                  | Nominado                        | [ 14 ]                          |
| 2023                            | Produ Awards                    | Mejor serie histórica, social y política | Diciembre 2001                  | Nominado                        | [ 14 ]                          |
| 2023                            | Premios Cóndor de Plata         | Mejor miniserie o unitario               | Diciembre 2001                  | Nominado                        | [ 15 ] [ 16 ]                   |
| 2023                            | Premios Cóndor de Plata         | Mejor dirección                          | Benjamín Ávila                  | Nominado                        | [ 15 ] [ 16 ]                   |
| 2023                            | Premios Cóndor de Plata         | Mejor actor protagonista en drama        | Diego Cremonesi                 | Nominado                        | [ 15 ] [ 16 ]                   |
| 2023                            | Premios Cóndor de Plata         | Mejor actor protagonista en drama        | Jean Pierre Noher               | Nominado                        | [ 15 ] [ 16 ]                   |
| 2023                            | Premios Cóndor de Plata         | Mejor actor de reparto en drama          | Luis Machín                     | Ganador                         | [ 15 ] [ 16 ]                   |
| 2023                            | Premios Cóndor de Plata         | Mejor actor de reparto en drama          | César Troncoso                  | Nominado                        | [ 15 ] [ 16 ]                   |
| 2023                            | Premios Cóndor de Plata         | Mejor actriz de reparto en drama         | Alejandra Flechner              | Ganador                         | [ 15 ] [ 16 ]                   |
| 2023                            | Premios Cóndor de Plata         | Mejor guion adaptado                     | Mario Segade                    | Nominado                        | [ 15 ] [ 16 ]                   |
| 2023                            | Premios Cóndor de Plata         | Mejor dirección de fotografía            | Christian Cottet                | Nominado                        | [ 15 ] [ 16 ]                   |
| 2023                            | Premios Cóndor de Plata         | Mejor montaje                            | Gustavo Macri                   | Nominado                        | [ 15 ] [ 16 ]                   |
| 2023                            | Premios Cóndor de Plata         | Mejor dirección de arte                  | Cristina Nigro                  | Nominado                        | [ 15 ] [ 16 ]                   |
| 2023                            | Premios Cóndor de Plata         | Mejor diseño de vestuario                | Ruth Fischerman                 | Nominada                        | [ 15 ] [ 16 ]                   |
| 2023                            | Premios Cóndor de Plata         | Mejor música original                    | Pedro Onetto                    | Nominado                        | [ 15 ] [ 16 ]                   |
| 2023                            | Premios Cóndor de Plata         | Mejor maquillaje y peluquería            | Marisa Amenta y Sandra Cerdán   | Nominadas                       | [ 15 ] [ 16 ]                   |
| 2023                            | Premios Cóndor de Plata         | Mejor diseño de sonido                   | José Caldararo                  | Nominado                        | [ 15 ] [ 16 ]                   |
| 2023                            | Premios Cóndor de Plata         | Mejor dirección de casting               | Ernesto y Gabriel Villegas      | Nominados                       | [ 15 ] [ 16 ]                   |
| 2023                            | Premios Cóndor de Plata         | Premio del público BA audiovisual        | Diciembre 2001                  | Nominado                        | [ 15 ] [ 16 ]                   |
| 2023                            | Premios Martín Fierro Latino    | Mejor serie adaptación                   | Diciembre 2001                  | Ganador                         | [ 17 ]                          |